# Cofradía de Nuestro Padre Jesús de la Oración en el Huerto (Albacete)
La Cofradía de Nuestro Padre Jesús de la Oración en el Huerto es una cofradía de la Semana Santa de Albacete (España).
Tiene su sede canónica en la Iglesia de Fátima. Fue fundada en 1984 por miembros de la asociación religiosa de la Adoración Nocturna. 
Cuenta con tres imágenes: Nuestro Padre Jesús de la Oración en el Huerto (1984), Santísimo Cristo Yacente (1988) y La Santa Vera Cruz (1987).
Procesiona en Martes Santo (Oración en el Huerto), Miércoles Santo (La Pasión), Jueves Santo (asistencia al Centro Infanta Leonor), Viernes Santo (Santo Entierro) y Domingo de Resurrección (El Resucitado). Su hábito está compuesto por capuz morado, túnica blanca y capa morada.

## Enlaces de interés
- Wikimedia Commons alberga una categoría multimedia sobre Cofradía de Nuestro Padre Jesús de la Oración en el Huerto.

- Datos: Q43264259